# Gaultheria nubicola
Gaultheria nubicola är en ljungväxtart som beskrevs av D.J. Middleton. Gaultheria nubicola ingår i släktet Gaultheria och familjen ljungväxter. Inga underarter finns listade i Catalogue of Life.